# Muchachas en vacaciones
Muchachas en vacaciones es una comedia policial estrenada el 23 de junio de 1958, dirigida por José María Elorrieta y protagonizada por Conrado San Martín, Maria Piazzai, Concha Velasco, Bárbara Varena y Aníbal Vela, entre otros.
Por su papel en esta película, Concha Velasco ganó en 1958 el premio del Círculo de Escritores Cinematográficos a la mejor actriz secundaria.

## Sinopsis
Tres encantadoras jóvenes, dependientas de unos grandes almacenes, son elegidas para presentarse a un concurso de modelos populares en Palma de Mallorca. Antes de partir hacia las islas, presencian un atraco en los almacenes y consiguen ver a los atracadores. Las inesperadas vacaciones se convertirán en algo más que excitantes.

## Reparto
- Conrado San Martín como Don Luis.
- Maria Piazzai como	Elena Pérez.
- Antonio Almorós como Claudio.
- Bárbara Varena como Isabel Martín.
- Antonio Casas como	Dr. Enrique González.
- Concha Velasco como Carmen Cerezo.
- Aníbal Vela como Don Abelardo.
- Barta Barri como Ernesto Cohen.
- Erasmo Pascual como Cliente 1º.
- Matilde Muñoz Sampedro como Clienta.
- María Francés como	Madre de Carmen.
- Antonio Casas como Enrique González (atracador).
- José Riesgo como Atracador 2º.
- Pastor Serrador como Modisto.
- José María Tasso como Botones.
- Manuel Zarzo como Emilio García.
- Ángel Álvarez como Empleado facturación equipajes.
- Laura Valenzuela como Rosita.
- Pepita Serrador como Miss Alicia Stanton.
- Mario Berriatúa como Carlitos.
- José Villasante como Pablo del Pinar.